# 星頭鬼筆菌
星頭鬼筆菌（學名：Aseroe arachnoidea），又稱為魷魚菇（squid mushroom），是星頭鬼筆屬下的一種真菌。